# Alchemilla mystrostigma
Alchemilla mystrostigma är en rosväxtart som beskrevs av S. Fröhner. Alchemilla mystrostigma ingår i släktet daggkåpor, och familjen rosväxter. Inga underarter finns listade i Catalogue of Life.